# Монтани, Пьетро (музыкант)
Пьетро Монтани (итал. Pietro Montani; 31 августа 1895, Корно-Джовине — 9 июля 1967, Милан) — итальянский пианист, композитор и музыкальный педагог.
Начал заниматься музыкой под руководством своего старшего брата Паскуале, затем учился в Миланской консерватории, занимался также композицией под руководством Вито Фрацци. До 1939 года активно концертировал как пианист, одновременно в 1920—1932 гг. возглавлял кафедру фортепиано во Флорентийской консерватории, а затем в 1932—1965 гг. в Миланской консерватории. Кроме того, в 1945—1946 гг. руководил музыкальным отделом Радио Флоренции, в 1951—1957 гг. был главным редактором журнала о музыке Ricordiana. С 1965 года и до конца жизни президент Болонской филармонической академии.
Автор многочисленных фортепианных пьес, за «Деревенскую поэметту» (итал. Poemetto campestre) получил в 1922 году премию имени Дзанеллы, за «Характеристические этюды» (итал. Studi caratteristici) в 1931 году премию имени Кристофори, критика также выделяла цикл фортепианных пьес «Ноев ковчег» (итал. L'arca di Noè; 1941). Многие пьесы Монтани были предназначены для развития технического мастерства молодых пианистов, однако наряду с дидактическими задачами обладали и определённым музыкальным содержанием. Из оркестровых сочинений Монтани Юмористическая сюита (итал. Suite umoresca) выиграла в 1924 году конкурс Ассоциации симфонических концертов в Палермо и была исполнена в этом городе оркестром под управлением Джино Маринуцци. Композитору принадлежит также фортепианный концерт (1940), концертино (1933) и фантазия (1935) для фортепиано и струнных, концерт для органа, струнных двух труб и литавр (1938), концерт для виолончели, струнных, двух труб, фортепиано и литавр (1947), камерные, вокальные сочинения, церковная музыка.
Братья Монтани:
- Паскуале Монтани (1885—1971) учился в Пезаро у Амилькаре Дзанеллы, выступал как пианист и органист, преподавал фортепиано в Генуэзской консерватории.
- Джузеппе Монтани (1888—1964) окончил Болонский музыкальный лицей и работал органистом и хормейстером в Виджевано.
- Оресте Монтани (1900—1971) стал хоровым педагогом в Лоди.